# سیبوت
سیبوت (به لاتین: Sibut) یک شهر در جمهوری آفریقای مرکزی است که در Kémo واقع شده‌است.

## خصوصیات
سیبوت  ۲۴٬۵۲۷ نفر جمعیت دارد و ۴۰۰ متر بالاتر از سطح دریا واقع شده‌است.